# Ritterella tokioka
Ritterella tokioka är en sjöpungsart som beskrevs av Kott 1992. Ritterella tokioka ingår i släktet Ritterella och familjen klumpsjöpungar. Inga underarter finns listade i Catalogue of Life.